# Bjelolasica
Bjelolasica är ett berg och alpint skidområde i Kroatien. Berget ligger i massivet Velika Kapela som är en del av Dinariska alperna. Bjelolasica är Gorski kotars högsta berg och dess topp Kula når 1 534 m ö.h.

## Bjelolasicas skidområde
Bjelolasica är känt för sitt alpina skidområde och är även säte för Kroatiens olympiska kommitté. Kroatiska alpina åkare tränar regelbundet i området.

### Fotnoter
1. ↑  Bjelolasicas officiella webbplats Arkiverad 29 januari 2010 hämtat från the Wayback Machine.